# 구혜원
구혜원(1959년 ~ )은 대한민국의 여성 기업인으로 푸른그룹 회장이다. 오빠는 LS그룹 회장 구자열과 기업인 구자용 기업인 구자균이다.

## 같이 보기
- 구자균